# 藤波心
藤波心（日语：／ Fujinami Kokoro，1996年11月22日—）是一名日本物理治療師、年少偶像、歌手、演員、反核電活動家。兵庫縣出身。

## 生平
1996年11月22日，藤波心於兵庫縣出生。她小時候曾任兒童服裝的模特兒，在小學四年級開始以寫真偶像的身份進行活動。
2010年，藤波成為「第四届日本手机小说大奖」（第4回 日本ケータイ小説大賞）的評審員，並參演電影《Re:Play-Girls》。
2011年1月，藤波發表自己首部寫真集《少女心》（オトメゴコロ），當中收錄她身穿紅色比基尼、女仆装的照片。次月11日，她的寫真DVD《附近的心》（となりのココロ）公開，全作共有上中下三卷。3月23日，她在自己的部落格上發表《已做好被批的覺悟了……》（批難覚悟で…）一文，於當中表達自己反核電的立場。這篇文章隨即成為網民的焦點，並引來上萬則支持或反對其立場的評論。6月11日，她參與反核能集會。9月3日，她於橫濱的反核電集會中登場，並在現場獻唱。12月30日，她的寫真DVD《花魁》開售。她表示自己因為受到電影《惡女花魁》的影響，而把這部寫真DVD命名為「花魁」。她在當中扮演了各種各樣的角色。
2012年3月10日，藤波出演了紀錄片《3.11后的朋友们》。同月她推出音樂CD《LOVE！LOVE！廢爐！》（ＬＯＶＥ！ＬＯＶＥ！ハイロ！）。7月31日，她的寫真DVD《Pururun～☆》（ぷるるん～☆）開售，此作為其於2011年夏天拍攝的。
藤波在2019年10月已成為了物理治療師。她表示自己因為母親的病，而從小開始對物理治療產生興趣。

## 人物
藤波心喜歡模仿颜文字和在Niconico直播上觀覽直播，擅於转棒、跳舞、唱歌。